# Pierre-Mathieu Duhamel
Pour les articles homonymes, voir Duhamel.
Pierre-Mathieu Duhamel, né le 17 novembre 1956 à Boulogne-Billancourt, est un haut fonctionnaire, chef d'entreprise et homme politique français.

## Biographie

### Jeunesse et études
Né d’un père médecin généraliste et d’une mère médecin du travail chez Renault, il s’intéresse rapidement à la politique et à la chose publique en général. Il entame alors des études de droit à l'université Paris II Panthéon-Assas et est lauréat de l’Institut d'études politiques de Paris. Il a ensuite continué son parcours à l’ENA (1981, promotion Droits de l'Homme).

### Parcours professionnel
À sa sortie de l’ENA, en 1981, Pierre-Mathieu Duhamel devient administrateur civil à la direction du Budget du ministère de l’Économie, des Finances et du Budget.
En 1985, il entre au conseil général des Hauts-de-Seine en tant que directeur général adjoint des services, poste qu’il conserve jusqu’en 1987 lorsqu’il entre au cabinet d’Alain Juppé.
Auprès du ministre du Budget, il tient alors le rôle de conseiller de 1987 à 1988. Parallèlement, à cette même époque, il est conseiller d'Édouard Balladur, alors ministre de l’Économie. En 1988, il devient conseiller commun au cabinet du ministre d'État, ministre de l'Économie, des Finances et de la Privatisation et au cabinet du ministre du Budget.
En novembre 1988, Pierre-Mathieu Duhamel retourne au conseil général des Hauts-de-Seine, où il obtient le rôle de directeur général des services. Il quitte cette fonction en 1991 et devient tout d'abord directeur adjoint du cabinet de Jacques Chirac, alors maire de Paris, puis, en mai 1992, il est nommé directeur des Finances et des Affaires économiques de la ville de Paris, jusqu’en 1994.
En 1993, Thierry Gaubert, ex-collaborateur de Nicolas Sarkozy à la mairie de Neuilly-sur-Seine puis au ministère du budget, présente Ziad Takieddine à Pierre-Mathieu Duhamel dans le contexte des contrats d'armement avec l'Arabie saoudite et le Pakistan dont des rétrocommissions auraient financé la campagne présidentielle d'Édouard Balladur.
De 1995 à 1999, Pierre-Mathieu Duhamel continue de travailler dans la fonction publique. De 1995 à 1996, il est directeur adjoint au cabinet du Premier ministre, Alain Juppé, puis devient, de 1996 à 1999, directeur général des Douanes françaises.
Pierre-Mathieu Duhamel se tourne alors brièvement vers le secteur privé. Il devient secrétaire général du groupe LVMH de 1999 à 2000 avant de retourner dans la fonction publique de mai 2000 jusqu’en 2002, détaché comme conseiller chargé des questions économiques et financières à la représentation de la France auprès de l’OCDE.
À la fin de ce mandat, Pierre-Mathieu Duhamel devient directeur du Budget, fonction qu’il occupe durant quatre ans de décembre 2002 à 2006. Cette fonction au sein du ministère de l’Économie, des Finances et de l’Industrie en fait aussi l’administrateur d’Air France durant cette période.
Pierre-Mathieu Duhamel est ensuite chargé, par le groupe bancaire Caisse d'épargne, de l’internationalisation de la banque. À ce titre il est, d’avril 2006 et durant deux ans, président du directoire de la Financière Océor.
En 2007, il retourne dans le secteur public et succède à Jean-Pierre Fourcade en tant que maire de la ville de Boulogne-Billancourt, poste qu’il tient jusqu’en 2008.
En mai 2008, Pierre-Mathieu Duhamel rejoint le cabinet d’études KPMG, tout d’abord en tant qu’associé puis en tant que président du comité stratégique, fonction qu’il occupe entre 2009 et 2012. Il préside aussi le groupe de travail « Efficience de la dépense publique » au sein de l'Institut Montaigne.
Il est professeur de finances publiques à l'Institut d'études politiques de Paris et membre de l'Observatoire de la dépense publique.
Il fait partie de l'équipe de campagne d'Alain Juppé, candidat à la primaire présidentielle des Républicains de 2016. Il coordonne pour son projet des groupes de travail sur la politique économique et les finances publiques.
Le 1er février 2019, il est nommé ambassadeur de France en Norvège.
Le 25 novembre 2022, Pierre-Mathieu Duhamel quitte ses fonctions d’ambassadeur de France en Norvège pour intégrer l’inspection générale des finances en tant qu’inspecteur général en service extraordinaire.

### Parcours politique
Il se présente en 1995 aux élections municipales à Boulogne-Billancourt sur la liste RPR de Paul Graziani, maire depuis 1991, et devient conseiller municipal d'opposition, avant de rejoindre rapidement la majorité de centre-droit menée par le nouveau maire Jean-Pierre Fourcade. Il est colistier de ce dernier lors des élections de 2001 et devient alors son adjoint chargé de la jeunesse, des affaires scolaires et de la culture. En 2002, lors de la création de l'UMP, il devient membre de ce parti.
Après la démission du sénateur-maire Jean-Pierre Fourcade, il est élu maire de Boulogne-Billancourt le 17 mars 2007 par le conseil municipal, à l'unanimité de sa majorité. En 2008, cependant, il n'est pas investi par son parti, lui préfèrant le député Pierre-Christophe Baguet pourtant issu de l'UDF, et renonce à être candidat. Pierre-Christophe Baguet est élu le 16 mars 2008 avec 44 % des suffrages exprimés.
En 2012, à l'occasion des élections législatives dans la circonscription de Boulogne-Billancourt, il apporte son soutien à la candidature dissidente de Thierry Solère qui est élu député au second tour de scrutin.
Pierre-Mathieu Duhamel est candidat aux élections municipales des 23 et 30 mars 2014 à Boulogne-Billancourt, soutenu notamment par Alain Juppé, ainsi que Jean-Pierre Fourcade, ancien sénateur-maire UMP de Boulogne-Billancourt, et par Thierry Solère, député UMP de Boulogne-Billancourt. À l'issue du second tour, il termine deuxième, avec 26,72 % des voix, contre 57,85 % à Pierre-Christophe Baguet et 15,43 % à Pierre Gaborit.

## Vie familiale
Pierre-Mathieu Duhamel est le père de deux enfants : Pierre-François, né le 16 décembre 1993 et Victoire, née le 25 décembre 1997.

## Publications
- Finances publiques et choix politiques, Presses de Sciences Po

## Décorations
Pierre-Mathieu Duhamel est officier de la Légion d'honneur, de l'ordre national du Mérite ainsi que de l'ordre des Arts et des Lettres.